# ماريا ديزيا
ماريا ديزيا (بالإنجليزية: Maria Dizzia)‏ هي ممثلة أمريكية، ولدت في 29 ديسمبر 1974 في الولايات المتحدة.

## أعمال

### أفلام
- (2011) مكالمة هامشية[6]
- (2013) القبطان فيليبس
- (2015) 3 أجيال
- (2016) كريستين
- (2017) أسلوب الذهاب[7]

### مسلسلات
- ذا غود وايف

## ترشيحات
- جائزة توني لأفضل ممثلة بارزة في مسرحية [الإنجليزية]‏ (2010)

## وصلات خارجية
- ماريا ديزيا على موقع IMDb (الإنجليزية)
- ماريا ديزيا على موقع قاعدة بيانات الأفلام العربية
- ماريا ديزيا على موقع ألو سيني (الفرنسية)
- ماريا ديزيا على موقع أول موفي (الإنجليزية)
- ماريا ديزيا على موقع قاعدة بيانات برودواي على الإنترنت (الإنجليزية)
- ماريا ديزيا على موقع قاعدة بيانات الأفلام السويدية (السويدية)
- ماريا ديزيا على موقع قاعدة بيانات الفيلم (الإنجليزية)
- ماريا ديزيا على موقع كينوبويسك (الروسية)